# Gynoplistia obscurivena
Gynoplistia obscurivena là một loài ruồi trong họ Limoniidae. Chúng phân bố ở miền Australasia.